# Hans Wolter (Physiker)
Hans Wolter (* 11. Mai 1911 in Dramburg, Pommern; † 17. August 1978 in Marburg) war ein deutscher Physiker.

## Wirken
Hans Wolter arbeitete allein und mit Schülern theoretisch und experimentell an einer Vielzahl von Problemen der angewandten Physik. Insbesondere an Arbeiten über Optik dünner Metallschichten, Phasenkontrastmikroskopie, Mikrowellen-Antennen, Schlierenverfahren und im Bereich der Informationstheorie. Er konzipierte eine physikalische Farbenlehre.
1952 publizierte Wolter eine Arbeit, in der er abbildende Spiegelsysteme für Röntgenstrahlung unter Ausnutzung der Totalreflexion bei streifendem Einfall auf Metalloberflächen beschreibt. Von Wolter selbst für mikroskopische Anwendungen gedacht, fanden die von ihm gerechneten Systeme als Wolter-Teleskope breite Anwendung in der Röntgenastronomie.

## Leben
Hans Wolter studierte von 1929 bis 1933 Physik an der Eberhard Karls Universität Tübingen und an der Christian-Albrechts-Universität zu Kiel. Danach unterrichtete er von 1933 bis 1939 an Gymnasien und arbeitete von 1939 bis 1945 beim Nachrichtenmittel-Versuchskommando der Reichsmarine an Breitbandantennen. Nach Kriegsende gründete er 1945 ein eigenes Labor, ging 1947 als Dozent an die Universität Kiel und folgte 1955 einem Ruf an die Universität Marburg. Dort war er ordentlicher Professor und begründete das Institut für Angewandte Physik. Er wurde 1976 emeritiert und starb im August 1978, kurz vor dem Start des Einstein-Observatorium Satelliten, welcher mit einem Wolter-Teleskop ausgestattet war.